# پنیافیل
پنیافیل (به اسپانیایی: Peñafiel, Spain) یک شهرستان در اسپانیا است که در استان وایادولید واقع شده‌است.